# Diocèse de Wiener Neustadt
Le diocèse de Wiener Neustadt (en latin : dioecesis Neostadiensis) est un ancien diocèse de l'Église catholique en Autriche. Érigé en 1469, son siège était à Wiener Neustadt. Supprimé en 1785, son territoire a été incorporé à l'archidiocèse de Vienne dont il était suffragant. Le siège épiscopal de Wiener Neustadt a été restauré, en 1989, comme siège titulaire. Depuis, le titre d'évêque titulaire de Wiener Neustadt est porté par l'évêque qui est l'ordinaire de l'ordinariat militaire d'Autriche.

## Histoire

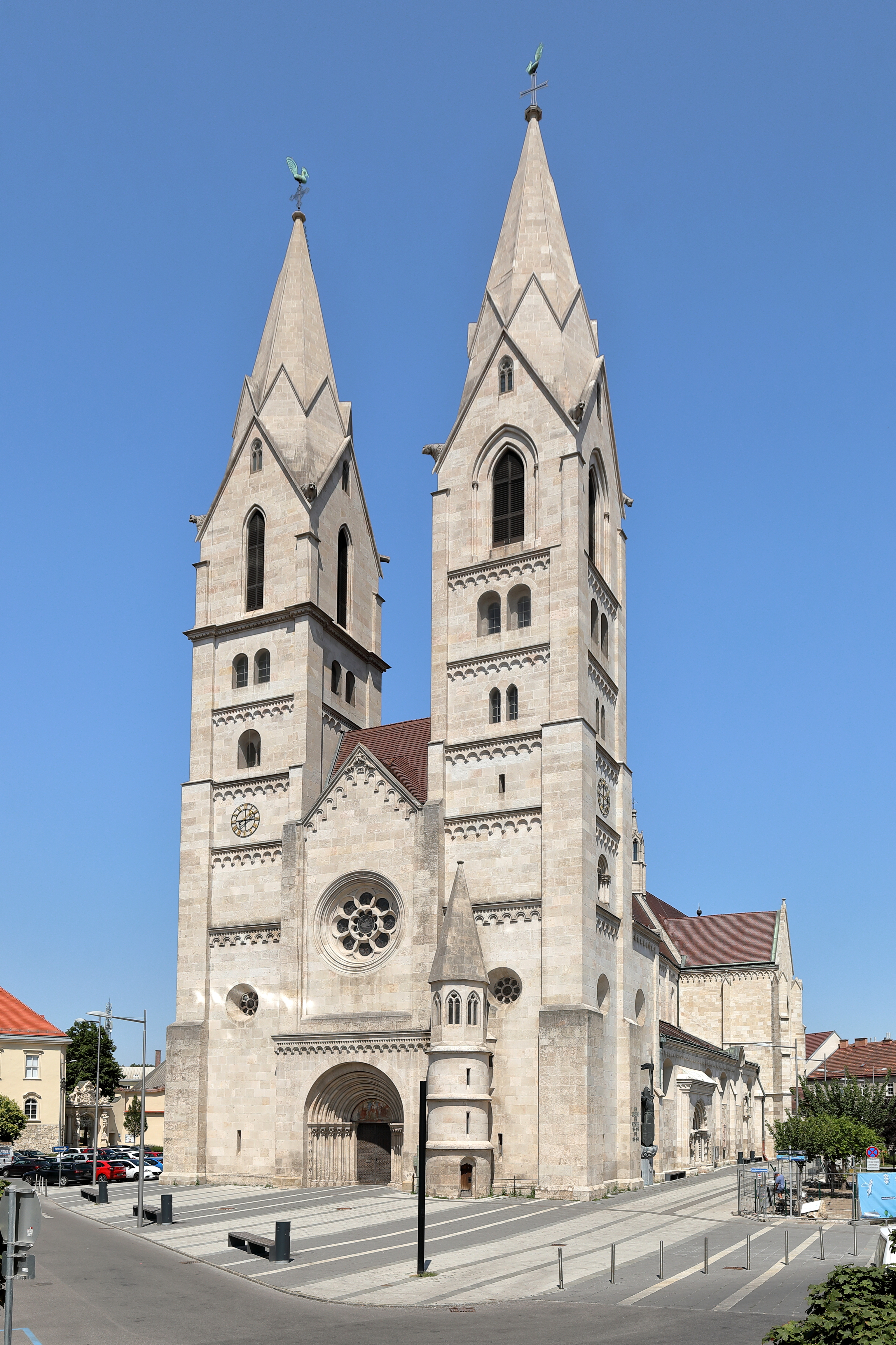
Cathédrale de Wiener Neustadt.

Le diocèse de Wiener Neustadt est érigé le 18 janvier 1469, par la bulle In supremae dignitatis du pape Paul II.
Son origine vient de l'expédition de l'empereur Frédéric III du Saint-Empire à Rome qui établit un évêché en 1468 dont le siège sera à Wiener Neustadt et qui est séparé en 1469 par ordonnance du pape Paul II de l'archidiocèse de Salzbourg . Il est seulement limité à la ville de Wiener Neustadt. L'empereur et ses successeurs comme les ducs de Styrie nomment les évêques. L'église Notre-Dame devient la cathédrale du diocèse. Peu après, la dotation du diocèse s'avère insuffisante, l'empereur tente de rallier l'Ordre de Saint-Georges de Carinthie. Cet ordre le délaisse en 1534.
Pris par les Réformistes, le diocèse redevient catholique en 1548. Après la création de l'archidiocèse de Vienne, le diocèse y est intégré comme diocèse exempté. Les prêtres sont affectés à d'autres paroisses.
L'archiduchesse Marie-Thérèse le nomme en 1773 ordinariat militaire. Le diocèse est rétabli.
Par la bulle Inter plurimas du 28 janvier 1785, le pape Pie VI supprime le diocèse de Wiener Neustadt, incorpore son territoire à l'archidiocèse de Vienne et transfère son évêque et son chapitre cathédral au diocèse de Sankt Pölten.
Aujourd'hui, Wiener Neustadt est le siège de l'Ordinariat militaire d'Autriche. La cathédrale Saint-Georges dans le château de Wiener Neustadt (l'Académie militaire thérésienne) est l'église épiscopale de l'ordinariat. Bien que l'ordinariat soit un diocèse de plein exercice, son titulaire se voit adjoindre, depuis 1989, le titre d'évêque titulaire de Wiener Neustadt lorsque celui-ci est disponible (c'est-à-dire à la mort du précédent détenteur du titre).

## Source
- (de) Cet article est partiellement ou en totalité issu de l’article de Wikipédia en allemand intitulé « Diözese Wiener Neustadt » (voir la liste des auteurs).

#### Sur l'ancien diocèse
- (en) Diocese of Wiener Neustadt sur www.catholic-hierarchy.org
- (en) Michael Ott, « Diocese of Wiener-Neustadt », dans Catholic Encyclopedia, vol. 15, New York, Robert Appleton Company, 1912, encyclopédie en ligne sur www.newadvent.org

#### Sur l'actuel siège épiscopal titulaire
- Ressource relative à la religion :   - Catholic Hierarchy
- Notices d'autorité :   - VIAF
  - GND
- (en) Titular episcopal see of Wiener Neustadt sur www.gcatholic.org
- (en) Titular see of Wiener Neustadt sur www.catholic-hierarchy.org